# Daniela Keiser
Daniela Keiser (* 28. August 1963 in Neuhausen SH) ist eine Schweizer Konzept- und Installationskünstlerin. In ihren Arbeiten setzt sie sich mit Bildwissenschaft, Fotografie, Collage und Sprache auseinander, wobei das räumliche und soziale Umfeld sowie der urbane Raum eine bedeutende Rolle einnehmen (Environment).

## Leben
Daniela Keiser lebt und arbeitet in Zürich und Crémines. Von 1988 bis 1989 besuchte sie den Vorkurs an der Zürcher Hochschule der Künste. Sie studierte von 1988 bis 1991 freie räumliche Gestaltung und Bildhauerei an der Hochschule für Gestaltung und Kunst Basel. Seit 2008 lehrt sie als Dozentin an der Hochschule der Künste Bern, 2023–2024 als Gastdozentin am Kunsthistorischen Institut der Universität Zürich. Einige ihrer Werke sind im Rahmen von verschiedenen Atelierstipendien und längeren Auslandaufenthalten in Istanbul, Kairo und London, Berlin, Paris und New York entstanden. Der interdisziplinäre Austausch über Kulturgrenzen hinweg ist ein zentraler Bestandteil ihrer Arbeit. 2017 wurde sie mit dem Kunstpreis Prix Meret Oppenheim ausgezeichnet. Im SIKART Lexikon zur Kunst in der Schweiz ist sie als Konzept- und Installationskünstlerin mit den Schwerpunkten Installation, Fotografie, Video, Objekt und Multimedia verzeichnet. Seit September 2022 ist sie Mitglied in der Kommission für Bildende Kunst der Stadt Zürich.

## Künstlerisches Schaffen
Daniela Keiser lotet in ihren Arbeiten seit Beginn ihres künstlerischen Schaffens die Möglichkeiten unterschiedlicher Darstellungsformate aus. Im Fokus steht dabei das Bild, das sie mit Sprache und Text in Beziehung setzt. Im Rahmen oft grossangelegter videotechnischer und bildlicher Installationen werden ihre Arbeiten durch einen räumlichen Kontext erweitert. Daniela Keisers Werke entstehen oft interdisziplinär im Austausch und in Kooperation mit Kulturschaffenden aus eigenen und fernen Kulturräumen sowie anderen Disziplinen wie Musik, Literatur und Architektur.
Die Auseinandersetzung mit dem Architektonischen und Räumlichen zeigt sich nicht zuletzt auch in ihren zahlreichen Kunst-und-Bau-Arbeiten. Nebst dem dreidimensional erfahrbaren Raum ist in ihren Werken auch die Auseinandersetzung mit Gesellschafts-, Lebens- und Gedankenräumen wichtig.
Mit der Installation In and Out of Translation begann 1997 eine für ihr Werk zentrale Serie von Arbeiten, in denen der Akt der Übersetzung im Zentrum steht. Die Arbeiten eröffnen einen Dialog zwischen unterschiedlichen Sprachkulturen und setzen diese in einen räumlich-bildlichen Bezug. Die Auseinandersetzung mit unterschiedlichen Sprachen und Übersetzungen ist ein wichtiger Bestandteil dieser Prozessarbeit. Abschliessender Bestandteil der Arbeit ist jeweils eine Rauminstallation und ein zugehöriges Künstlerbuch. Unter In and Out of Translation wurden seither mehrere Werke in Ausstellungen und Museen im In- und Ausland sowie in Kunstpublikationen veröffentlicht.
In ihrem Atelier finden periodisch interdisziplinäre und interkulturelle Treffen mit Übersetzern, Dolmetschern und Lektoren statt. Davon fliessen Transkriptionen in Bücher und Kunsthefte ein.
Prägend für ihr Werk ist auch ihr experimenteller Umgang mit Fotografie. Die Künstlerin arbeitet mit vielfältigen fotografischen Papiertechniken und Wandprojektionen. Die meist seriellen fotografischen Werkgruppen beinhalten umfangreiche Wand- und Rauminstallationen, die sie «Fotoarchitekturen» nennt, sowie Veröffentlichungen in Buchform. In ihrer Arbeit mit Druckgrafiken verschränkt sie analoge und digitale Prozesse mit künstlerischer und technischer Fachkompetenz. Sie hat das Verfahren der Cyanotypie weiterentwickelt und ins 21. Jahrhundert überführt.
Daniela Keisers Werke sind in diversen öffentlichen Sammlungen vertreten, so im Fotomuseum Winterthur, im Aargauer Kunsthaus, im Museum für Gegenwartskunst Basel und in der Schweizerischen Nationalbibliothek Bern.

## Auszeichnungen
- 2021: Deutscher Fotobuchpreis Bronze 21/22, Kategorie konzeptionell-künstlerischer Fotoband
- 2019: Stiftung für die graphische Kunst in der Schweiz,  Anerkennungspreis[5]
- 2018: Georg Fischer-Preis, Stadt Schaffhausen[6]
- 2017: Grand Prix Kunst / Prix Meret Oppenheim Bundesamt für Kultur[7][8]
- 1999: Manor Kunstpreis
- 1998: Eidgenössischer Preis für freie Kunst, Stipendium

## Ausstellungen

### Einzelausstellungen (Auswahl)
- 2023: Das grosse Ticken - Le silence des oiseaux chanteurs. Stiftung Abtei Bellelay
- 2022: BLUE LINKS. CYANOTYPES. Graphische Sammlung der ETH Zürich, in Kollaboration mit dem Kupferstich-Kabinett Staatliche Kunstsammlungen Dresden und dem Ulster Museum (National Museums NI)
- 2021: ERSTER ANDRUCK. Galerie Stampa, Basel
- 2018: Dear All. Galerie Stampa, Basel
- 2015: Clugén, Magùn, Promigiur. Galerie Stampa, Basel
- 2012: Fotografische Werke 2000–2012. Galerie Stampa, Basel
- 2010: Ar und Or. Galerie Stampa, Basel
- 2008: Land Logo Löwe. Villa Merkel, Esslingen (D)
- 2008: Les halles. Espace d’art contemporain, Porrentruy
- 2008: Die Stadt, Filmarchitekturen. Filmmuseum Potsdam
- 2007: Land Logo Löwe. Kunstmuseum Solothurn
- 2006: set. Galerie Stampa, Basel
- 2003: Grosse Welt. Galerie Stampa, Basel
- 2003: Röschenhof (mit Peter Stamm, in der Ausstellungsreihe Paarläufe, initiiert vom Schweizerischen Kunstverein und vom Kunstbulletin). Kunstmuseum Solothurn
- 2002: Die ewigen Jagdgründe. Museum zu Allerheiligen Schaffhausen
- 1999: Gute Reise. Museum für Gegenwartskunst Basel

### Gruppenausstellungen (Auswahl)
- 2021: It's a... Women's Women's Womens's World! Sichtbarkeit der KünstlerInnen - eine Dauerausstellung. Karl der Grosse, Zürich.[9]
- 2021: Jardin d'Hiver. Corne - Dog ear - Eselsohr. CIRCUIT. Centre d’art contemporain, Lausanne[10]
- 2020: 14 KünstlerInnen (Silvia Bächli, Miriam Cahn, Monika Dillier, Martina Gmür, Anne Loch, Zilla Leutenegger, Josef Felix Müller, Guido Nussbaum, Pipilotti Rist, Roman Signer, Vivian Suter, Ernesto Tatafiore, Erwin Wurm). Galerie Stampa, Basel[11]
- 2020: EX LIBRIS, Literatur und Schrift in der Sammlung Bosshard. Kunst(Zeug)Haus, Rapperswil-Jona
- 2019: Mondsüchtig. Fotografische Erkundungen. Fotostiftung Schweiz, Winterthur
- 2019: Accrochage. Werke aus der Sammlung. Kunstmuseum Solothurn
- 2018: Projects #6. Fotografische Konzepte 1969–2018. Galerie Stampa, Basel
- 2018: The City and the Territory | Imagining Cairo and Egypt. Austrian Cultural Forum Cairo, Bayt al Sennari, Kairo
- 2017: Aller Retour. Schweizer Fotografie im Wechselspiel zwischen Fernweh und Heimat. Kunstmuseum Thun[12]
- 2017: Cinéma mon amour. Kino in der Kunst. (Eine Kooperation mit den Solothurner Filmtagen) Aargauer Kunsthaus, Aarau.
- 2016: Aus heiterem Himmel, Out of the Blue (1998–2016). Kunsthalle Vebikus, Schaffhausen
- 2016: Catch of the year 2016. Dienstgebäude, Zürich
- 2015: Künstlerbücher. Unikat – Unicum. Graphische Sammlung der Schweizerischen Nationalbibliothek, Bern
- 2015: bergen, performative Lesung für 11 Stimmen innerhalb der Installation «Wechselstuben» von Michael Beutler. Kunstverein am Rosa-Luxemburg-Platz, Berlin
- 2014: This Infinite World – Set 10. Fotomuseum Winterthur
- 2014: Der helle Wahnsinn – Das Leben jenseits der Norm. Seedamm Kulturzentrum, Pfäffikon SZ
- 2014: Hitzewelle – Neuerwerbungen 2004 bis 2013. Kunstmuseum Solothurn
- 2014: Ich. Du. Die Anderen. Kunstmuseum Olten
- 2014: Warzone Peace. Kunstraum Baden AG.
- 2013: Natur? Schweizer Fotografie 1870 bis heute. Kulturhaus Palazzo Liestal BL
- 2013: HÉLIO…gravures. Centre de la Gravure et de l’Image imprimée, La Louvière, Belgien
- 2013: Cut! Aargauer Kunsthaus, Aarau
- 2013: Behaglich ist anderswo. Kunst(Zeug)Haus, Rapperswil-Jona
- 2012: Blick. KünstlerInnen arbeiten mit dem Ringier Bildarchiv;[13] Aargauer Kunsthaus, Aarau
- 2012: Springende Lachse. Arbeiten auf Papier aus der Sammlung. Kunst(Zeug)Haus, Rapperswil-Jona
- 2012: Lichtsensibel. Fotokunst aus der Sammlung; Aargauer Kunsthaus, Aarau
- 2012: 10'000 Stunden. Über Handwerk, Meisterschaft und Scheitern in der Kunst. Kunstmuseum Thurgau Kartause Ittingen, Warth
- 2012: Double track. Remise, Zürich
- 2012: Schlagwörter und Sprachgewalten. Kunsthaus Baselland, Muttenz/Basel
- 2011: Haut. Mythos und Medium. Kunsthaus Hamburg
- 2011: Café des Rêves. Helmhaus, Zürich
- 2011: Winterwelten. Aargauer Kunsthaus, Aarau
- 2010: Schweiz ohne Schweiz. Museum zu Allerheiligen Schaffhausen
- 2010: Die Kairo Übersetzung. Les Complices, Zürich
- 2010: PressArt. Kunstmuseum St. Gallen und Museum der Moderne, Salzburg (A)
- 2010: Shoes or no shoes. Depot Cortina, Oudenaarde (B)
- 2009: Where are you? Townhouse-Gallery of contemporary art, Kairo, Ägypten
- 2009: Three leap seconds later. Ankäufe der Bundeskunstsammlung; Kunsthaus Grenchen
- 2007: Was macht die Kunst. Ankäufe der Stadt Zürich 2001–2006; Helmhaus, Zürich
- 2005: Welt-Bilder 1 / World Images 1. Helmhaus, Zürich
- 2004: Internationale Fototriennale. Villa Merkel, Esslingen (D)
- 2004: Geschiebe. Landschaft als Denkraum. Haus für Kunst Uri, Altdorf
- 2002: Blick und Bild. Fotografie am Bodensee. Kunstmuseum des Kantons Thurgau, Städtische Wessenberg-Galerie, Konstanz et al.
- 2002: Der Larsen Effekt/L’effet Larsen. Casino Luxembourg, Luxemburg
- 2002: Der Larsen-Effekt. Ausstellungshaus und Labor für zeitgenössische Kunst, Linz[14]
- 2002: Hellgrün. Kulturamt Stadt Düsseldorf
- 2001: The Big Show. NICC, Antwerpen.
- 2001: Media Skulptura. Video-Kunst-Szene Schweiz (Wanderausstellung in Lateinamerika). Pro Helvetia
- 2000: Out of Space. Kunstmuseum Thun
- 1999: Young. Neue Fotografie in der Schweizer Kunst. Fotomuseum Winterthur
- 1995: L’art en plein air. Môtiers[15]
- 1995: Take care. Swiss Institute, New York

## Kunst und Bau
- 2022: RRRING. Schulanlage Im Isengrind, Immobilien Stadt Zürich. Architektur: MSA Meletta Strebel Architekten AG, Zürich[16]
- 2020: In Gärten II. Zentrum Sunnegarte AG, Bubikon. Architektur: Ackermann Architekt, Basel
- 2013: Lange Bank. Selve-Park, Thun[17]. Architektur: Burckhardt+Partner Architekten, Bern (mit Arno Hassler)
- 2012: In Gärten. Neubau Alterszentrum am Bach.[18] Birmensdorf ZH. Architektur: Egli Rohr Partner Architekten, Baden
- 2010: Kristalle.[19] Auditorium, Kantonalbank Chur, Chur (mit Arno Hassler)
- 2010: Das grosse Kind. Schulanlage Döltschi, Immobilien Stadt Zürich. Architektur: Leutwyler Partner Architekten, Zürich[20]
- 2004: Spazieren. Inselspital Bern, Einbau Bewachungsstation und Dermatologische Klinik. Architektur:  Wiesmann & Wild, Bern
- 2003: Oase. Freie Universität Bolzano (I). Architektur: Bischof & Azzola, Zürich
- 1999: Gartenhaus. Marketinggebäude Ricola, Laufen. Architektur: Herzog & de Meuron, Basel; Landschaftsarchitektur: Kienast Vogt Partner, Zürich

## Publikationen
- Blue Links. Cyanotypes. Hrsg.: Grafische Sammlung ETH Zürich, Linda Schädler. Erschienen anlässlich der Ausstellung in der Graphischen Sammlung ETH Zürich vom 30. März 2022 bis 26. Juni 2022. VfmK Verlag für moderne Kunst, Wien, 2022, ISBN 978-3-903572-89-8.
- LONDON - BEING IN THE LIBRARY. PARK BOOKS, Zürich, 2021, ISBN 978-3-03860-234-7.
- radschlagen - fer la rouda - do cartwheels. Daumenkino, Kinderbuch. Lektorat und Übersetzungen von Miriam Wiesel, Cynthia Stucki und Guadench Dazzi, Gestaltung Romy Strasser, Herausgegeben von Ruedi Bechtler, Vexer Verlag, St. Gallen, 2020, ISBN 978-3-907112-24-3.
- mit Laura Martin (Korrespondenz), Laila Samy (Übersetzung Arabisch), Sarita Malik (Übersetzung Hindi): Dear All. Künstlerheft. Zürich, 2019. (Deutsch/Arabisch/Hindi Ausgabe)
- in Zusammenarbeit mit Newroz und Anina Jendreyko: Zembîlfiroş. Kunstheft. Studio Smithy Street, Stepney, London, 2018.
- In and Out of Translation (Sammlung 1997–2015). fink twice 508, edition fink, Zürich, 2018, ISBN 978-3-03746-508-0.
- Treffen für Übersetzung, Gesprächsrunde im Atelier der Künstlerin mit Husseni El Hefni, Hatice Gülşen Güler, Rashid Jassim, Tim Kammasch, Georg Rutishauser, Susanne Schanda, Catherine Schelbert, Mustafa Yesildeniz und Daniela Keiser. edition fink, Zürich, 2018, ISBN 978-3-03746-227-0.

Südöstlich über dir. Kunstheft. Übersetzer: H. Ariane Aksoy, Eva Caflisch, Tanja Dunker, Mirjam Egli, Ursula Freiburghaus, Gülsen Hatice Güler, Arno Hassler, Helen Hirsch, Satoshi Ito, Katja Iwanowa, Knut Jensen, Nurdin Megharia, Florian Marti, Hiromi Miyamoto, Patricia Nussbaum, Makiko Piguet, Arnold Rauch, Isabelle Rossi, Catherine Schelbert, David Steel, Marietta Tuor, Dorothea Trottenberg, Tanja Dunker, Anna Wadström, Mustafa Yesildeniz. Zürich, 1998.

## Kataloge
- Ulla Fischer-Westhauser, Uwe Schögl (Hrsg.) und Harald R. Stühlinger (Gast-Hrsg.): The City and the Territory – Imagining Cairo and Egypt. PhotoResearcher, ESHPh European Society for the History of Photography No. 28, Europäische Gesellschaft für die Geschichte der Photographie, Wien, 2017.
- Georg Rutishauser (Hrsg.): Daniela Keiser, Kairo, Frühstücksgasse, Nachtkaffee, Cinéma Odeon. Bildband mit Gesprächen von Romana Costa und Daniela Keiser mit Mohamed Abdel Aziz, Nevine Fayek, Husseni El Hefni, Thomas Seelig, Susanne Schanda. edition fink, Zürich, 2016, ISBN 978-3-03746-199-0.
- Bergen. Photographs by Daniela Keiser. The Green Box Kunstedition, Berlin, 2015, ISBN 978-3-941644-77-9.[21] (Deutsch/Englische Ausgabe. Übersetzung D/E: Lisa Rosenblatt)
- This Infinite World – Set 10. Ausstellungskatalog. Sammlung Fotomuseum Winterthur, Winterthur, 2014.
- Daniela Keiser: Ar & Or. Textbeiträge von Hossam Adly, Bärbel Dalichow, Beat Häner, Guido Hager, Judith Kuckart, Dominique Salathé, Clara Saner, Susanne Schanda, Franziska Zezulka. Edition fink, Zürich, 2012, ISBN 978-3-03746-163-1. (Deutsch/Arabische Ausgabe, Übersetzung D/A: Issa Gerber, Rashid Jassim)
- Daniela Keiser: Ar & Or. Textbeiträge von Hossam Adly, Bärbel Dalichow, Beat Häner, Guido Hager, Judith Kuckart, Dominique Salathé, Clara Saner, Susanne Schanda, Franziska Zezulka. edition fink, Zürich, 2012, ISBN 978-3-03746-164-8. (Englisch/Arabische Ausgabe, Übersetzung D/E: Catherine Schelbert)
- Rutishauser Georg (Hrsg.): Daniela Keiser, Die Kairo Übersetzung / The Cairo Translation. Künstlerheft mit Textbeiträgen von Karem Albehari, Salah al Dao, Mahmoud Darwesh, Karim Farag, Mahmoud Hanafy, Mohammad al Kholy, Zinab Lashen, Mohammed Megahed, Mostafa Abd al Shafy, Olla Abd al Shafy, Mona Zakaria Sobh, Rame Yahya. edition fink, Zürich, 2010, ISBN 978-3-03746-145-7. (Deutsch/Arabisch/Englische Ausgabe)
- Christoph Vögele (Hrsg.): Daniela Keiser, Land, Logo, Löwe. Werkmonographie mit Textbeiträgen von Andreas Baur, Barbara Basting, Andreas Fiedler, Christoph Vögle, Isabel Zürcher. edition fink, Zürich, 2007, ISBN 978-3-03746-109-9. (Deutsch/Englische Ausgabe)
- Andreas Fiedler (Hrsg.): Daniela Keiser. Die Stadt. Filmarchitekturen. Textbeiträge von Julia Franck, Judith Kuckart, Peter Stamm, Monique Schwitter, Peter Stamm und Raphael Urweider. Christoph Merian Verlag, Basel, 2007, ISBN 978-3-85616-330-3.
- Kunstmuseum Thun (Hrsg.): Out of space. Ausstellungskatalog mit Textbeiträgen von Madeleine Schuppli und Hans Rudolf Reust. Vetter Druck, Thun, 2000, ISBN 3-906537-05-6. (Ausgabe in D/E)
- Offenes Kulturhaus des Landes Oberösterreich (Hrsg.): Der Larsen Effekt/L’effet Larsen - Prozeßhafte Resonanzen in der zeitgenössischen Kunst. Ausstellungskatalog mit Texten von Enrico Lunghi, Martin Sturm, Moritz Küng zu den gleichnamigen Ausstellungen im Offenen Kulturhaus OK Centrum für Gegenwartskunst Linz und Casino Luxembourg. Triton Verlag, Wien 2002, ISBN 3-85486-132-X.
- Daniela Keiser: Gute Reise. Daniela Keiser’s Reisen in Details. Ausstellungskatalog mit Textbeiträgen von Theodora Vischer und Hans Rudolf Reust. Museum für Gegenwartskunst, Basel, 1999, ISBN 978-3-7204-0117-3.
- Pro Helvetia (Hrsg.): Daniela Keiser. Lilien, Chrysanthemen, Gerbera (Collection Cahiers d’Artistes). Textbeiträge von Beatrix Ruf und Andreas Fiedler. Lars Müller Publishers, Baden, 1997, ISBN 978-3-907044-68-1. (Übersetzung D/E Catherine Schelbert).